# Paul Raepsaet
Pour les articles homonymes, voir Raepsaet.
Paul Julien Henri Emmanuel Raepsaet, né le 15 avril 1843 à Audenarde et y décédé le 19 octobre 1918 fut un homme politique catholique belge.
Raepsaet fut candidat notaire (Université catholique de Louvain, 1868). Il fut élu conseiller communal de Audenarde (1875; 1876-78, 1888-89), échevin (1879-87) et bourgmestre (1890-1918); député (1887-1900) en suppléance de Fl de Bleeckere; sénateur de l'arrondissement de Audenarde-Alost (1900-1918) et secrétaire du sénat (1909-18).

## Généalogie
- Il fut fils de Henri et Hortense Saby.
- Il épousa en 1874 Marie Hubert (1844-?), fille de Louis-Joseph Hubert (1810-1876), doyen de la faculté de médecine de l'UCL, et sœur d'Eugène Hubert (1839-1904), doyen de la faculté et président de l'Académie royale de médecine de Belgique.